# Wissenschaftsforschung
Die Wissenschaftsforschung (auch Wissenschaftswissenschaft, Metawissenschaft oder Scientologie), im angloamerikanischen Raum Science studies (speziell im MINT-Bereich Science of Science) genannt, ist ein interdisziplinäres Forschungsfeld, das die Produktion, Repräsentation und Rezeption von Wissenschaft mit wissenschaftlichen Methoden (wie zum Beispiel der Szientometrie) untersucht, um herauszufinden und zu beschreiben, wie Wissenschaft funktioniert, wie sie strukturiert ist und wie sie sich entwickelt.

## Definition
Die Wissenschaftsforschung setzt sich mit den philosophischen (insbesondere epistemologischen), historischen und sozialen Kontexten von Naturwissenschaft auseinander. Vergleichbar den Cultural studies definiert sich das Feld über den Untersuchungsgegenstand. Damit finden Erkenntnisse und Methoden aus der Wissenschaftsgeschichte, Wissenschaftsphilosophie, Wissenschaftssoziologie, Wissenschaftsethnographie, Wissenschaftsethik, Wissenschaftsästhetik und Scientometrie Eingang in die Wissenschaftsforschung.
Die Wissenschaftsforschung setzt sich dabei von älteren Ansätzen ab, die den Wissenschaften entweder unkritisch und/oder normativ gegenüberstanden. Zentral hierfür war und ist die Hinterfragung zentraler Dichotomien (Entdeckungs- und Begründungszusammenhang, Wissenschaft und Technologie, Natur und Kultur), anhand derer die Trennung zwischen den Naturwissenschaften und anderen kulturellen und gesellschaftlichen Bereichen begründet wurde.
Die Untersuchungsgegenstände umfassen:
- Das Labor als Ort von Erkenntnisproduktion (u. a. Karin Knorr-Cetina, Bruno Latour, Hans-Jörg Rheinberger)
- Sprache bzw. Wissenschaftsrhetorik (u. a. Charles Bazerman, Alan G. Gross, Greg Myers)
- Wechselwirkungen zwischen Wissenschaft und Technologie (u. a. Wiebe Bijker, Trevor Pinch, Thomas P. Hughes)
- Interaktionen zwischen Wissenschaft, Gesellschaft und Politik (u. a. Peter Weingart, Ulrike Felt, Helga Nowotny)
- Visuelle Kultur (u. a. Peter Geimer)
- Naturwissenschaftliche Ausbildungspraktiken (u. a. Sharon Traweek)
- Forschungseinrichtungen und Wissenschaftsbetrieb
- Wissenschaftsmanagement
- Wissenschaftsdidaktik

Im Rahmen von Evaluationen hat die Wissenschaftsforschung auch Einfluss auf wissenschaftspolitische Entscheidungen.

## Geschichte der Wissenschaftsforschung
Ein erster Programmvorschlag für eine zu begründende Wissenschaftsforschung stammt aus den 1930er Jahren von den polnischen Wissenschaftlern Maria Ossowska und Stanisław Ossowski. Bekannte deutschsprachige Vertreter der Wissenschaftsforschung sind die Soziologinnen Karin Knorr Cetina und Helga Nowotny, der Soziologe Peter Weingart, und der Philosoph Gerhard Fröhlich (Linz).
In den vergangenen Jahren näherten sich die Netzwerk- und Komplexitätsforschung dem Feld durch Big-Data-gestützte Methoden an, beispielsweise durch Albert-László Barabási. Insbesondere dieses Feld der Science of Science strebt an, durch die gewonnenen Erkenntnisse neue wissenschaftliche Methoden und Wege zum Technologietransfer aufzutun.

## Wissenschaftsforschung als Studienfach
Studiengänge im Bereich der Wissenschaftsforschung sind in Deutschland und kontinentaleuropäischen Raum im Gegensatz zum angloamerikanischen Raum noch verhältnismäßig jung. 1997 erhielt Heinrich Parthey eine Privatdozentur für „Wissenschaftsforschung und Bibliometrie“
an der Philosophischen Fakultät der Humboldt-Universität zu Berlin.
Momentan gibt es in Deutschland mindestens vier Hochschulen mit Studienangeboten im Bereich der Wissenschaftsforschung. Alle aufgeführten Studiengänge werden ausschließlich auf Masterniveau angeboten und sind häufig als berufsbegleitender Weiterbildungsstudiengang ausgerichtet:
- Humboldt-Universität zu Berlin: Master of Arts Wissenschaftsforschung
- Technische Universität München: Master of Arts Science and Technology in Technologized Societies
- Universität Bielefeld: Master of Arts History, Economics and Philosophy of Science
- Universität Hannover: Master of Arts Wissenschaft und Gesellschaft
- Universität Frankfurt: Master of Arts Science and Technology Studies. Economies, Governance, Life

Im europäischen Ausland gibt es an folgenden Universitäten ein Studienangebot, das in den interdisziplinären Bereich der Wissenschaftsforschung fällt:
- Universität Aarhus: Master of Science in Science Studies
- Universität Maastricht: Master of Science in Cultures of Arts, Sciences and Technology
- Alpen Adria Universität Klagenfurt: Master Science, Technology and Society Studies
- Universität Wien: Master of Arts Science–Technology–Society

## Forschungseinrichtungen der Wissenschaftsforschung

### Institutionen in Deutschland
- Institut für Forschungsinformation und Qualitätssicherung (iFQ, Berlin), ab Beginn 2016 Teil Deutschen Zentrum für Hochschul- und Wissenschaftsforschung (DZHW)
- Robert K. Merton Zentrum für Wissenschaftsforschung (Humboldt-Universität zu Berlin)
- Wissenschaftszentrum Berlin für Sozialforschung: Forschungsgruppe Wissenschaftspolitik
- Zentralinstitut für Wissenschaftsreflexion und Schlüsselqualifikationen (ZiWiS, Universität Erlangen-Nürnberg)
- Institute for Interdisciplinary Studies of Science (Universität Bielefeld)
- Forum Internationale Wissenschaft (Universität Bonn)
- Munich Center for Technology in Society (TU München)
- Museum für Naturkunde (Berlin)[7]
- Leibniz Center for Science and Society (LCSS, Universität Hannover)[8]
- Zentrum für Wissenschaftsforschung (Leopoldina, Halle)
- Deutsches Zentrum für Hochschul- und Wissenschaftsforschung (DZHW, Hannover)

### Institutionen in Europa
- Centre for Science and Technology Studies (CWTS) Leiden
- Centre for Science Studies (Universität Aarhus)
- Department of Technology & Society Studies (MUSTS) (Universität Maastricht)
- Centre for Science Studies (Lancaster University)
- Center for Higher Education and Science Studies (Universität Zürich)
- Centre for the Study of Invention and Social Process (University of London)
- Institut für Wissenschafts- und Technikforschung (Universität Wien)
- Centre for Science and Policy (University of Cambridge)

### Institutionen in Afrika
- Centre for Research on Evaluation, Science and Technology (CREST) (Universität Stellenbosch)

## Fachvereinigungen

### Global
- Society for the Social Study of Science (4S) [größte Fachvereinigung]
- European Association for the Study of Science and Technology (EASST)

### Deutschland
- sts im deutschsprachigen Raum (dests)
- Gesellschaft für Wissenschafts- und Technikforschung (GWTF)
- Gesellschaft für Wissenschaftsforschung e. V., Berlin (GeWiF, www.wissenschaftsforschung.de)
- Sektion Wissenschafts- und Technikforschung der DGS
- stsing e. V.

### Europa
- The Italian Society of Science and Technology Studies (STS italia)
- La Red de Estudios Sociales de la Ciencia y Tecnología (esCTS)
- Swiss Association for the Studies of Science, Technology and Society (STS-CH)
- Danish Association for Science and Technology Studies (DASTS)
- Belgian Science, Technology, Society (BSTS)
- Interdisciplinary Network for Studies Investigating Science and Technology (INSIST)

## Fachzeitschriften
Nachfolgend sind einige für das Feld der Wissenschaftsforschung relevante Fachzeitschriften aufgelistet:
- TECNOSCIENZA (Italienisches Journal für Science & Technology Studies)
- Social Studies of Science
- Research Policy
- Science, Technology & Human Value
- Science & Technology Studies

### Einführungen
- John M. Ziman: An Introduction to Science Studies: The Philosophical and Social Aspects of Science and Technology. Cambridge University Press, Cambridge 1984, ISBN 978-0-521-25988-0 (englisch).
- Ulrike Felt, Helga Nowotny, Klaus Taschwer: Wissenschaftsforschung: Eine Einführung. Campus-Verlag, Frankfurt am Main / New York 1995, ISBN 3-593-35366-0.
- David J. Hess: Science Studies: An Advanced Introduction. New York University Press, New York 1997, ISBN 0-8147-3563-0 (englisch).
- Mario Biagioli (Hrsg.): The Science Studies Reader. Routledge, New York 1999, ISBN 0-415-91867-7 (englisch).
- Edward J. Hackett, Olga Amsterdamska, Michael E. Lynch, Judy Wajcman (Hrsg.): The Handbook of Science and Technology Studies. 3. Auflage. MIT Press, Cambridge 2008, ISBN 978-0-262-08364-5 (englisch).
- Arno Bammé: Science and Technology Studies: Ein Überblick. Metropolis, Marburg 2008, ISBN 978-3-89518-754-4.
- Stefan Beck, Jörg Niewöhner, Estrid Sørensen (Hrsg.): Science and Technology Studies: Eine sozialanthropologische Einführung (= VerKörperungen/MatteRealities. Nr. 17). Transcript Verlag, Bielefeld 2012, ISBN 978-3-8376-2106-8.
- Ulrike Felt, Rayvon Fouché, Clark A. Miller, Laurel Smith-Doerr (Hrsg.): The Handbook of Science and Technology Studies. 4. Auflage. MIT Press, Cambridge 2016, ISBN 978-0-262-03568-2 (englisch).
- Susanne Bauer, Torsten Heinemann, Thomas Lemke: Science and Technology Studies: Klassische Positionen und aktuelle Perspektiven (= Suhrkamp-Taschenbuch Wissenschaft. Nr. 2193). Suhrkamp, Berlin 2017, ISBN 978-3-518-29793-3.
- Michael Jungert, Andreas Frewer, Erasmus Mayr (Hrsg.): Wissenschaftsreflexion. Interdisziplinäre Perspektiven zwischen Philosophie und Praxis. Mentis, Paderborn 2020, ISBN 978-3-95743-178-3.
- Alan F. Chalmers: What is this thing called science? 3. Aufl. Hackett Pub, Indianapolis 1999.

### Klassiker der Wissenschaftsforschung

#### Wissenschaftssoziologie
- Derek de Solla Price: Little Science, Big Science. Von der Studierstube zur Großforschung. Suhrkamp, 1982, ISBN 3-518-07648-5.
- Karin Knorr-Cetina: Epistemic cultures. Harvard University Press, Cambridge, MA 1999.
- H. M. Collins: Changing Order. Sage, Beverly Hills 1985, Ch. 4: Detecting Gravitational Radiation: The Experimenters' Regress.
- Thomas Gieryn: Boundaries of Science. In: Sheila Jasanoff u. a.: Handbook of Science and Technology Studies. Sage, London 1994, ISBN 0-8039-4021-1.
- Michael Gibbons, Camille Limoges, Helga Nowotny, Simon Schwartzman, Peter Scott, Martin Trow: The new production of knowledge: The dynamics of science and research in contemporary societies. Sage, London 1994, ISBN 0-8039-7793-X.

#### Wissenschaftsgeschichte
- Steven Shapin, Simon Schaffer: Leviathan and the Air Pump. Princeton University Press, Princeton 1985, ISBN 0-691-08393-2.

#### Theoretisch-philosophischer Zugang
- Thomas S. Kuhn: Die grundlegende Spannung: Tradition und Neuerung in der wissenschaftlichen Forschung. In T. S. Kuhn & L. Krüger (Hrsg.),  Die Entstehung des Neuen: Studien zur Struktur der Wissenschaftsgeschichte (1. Aufl., S. 308–326). Suhrkamp. 1997.

## Einzelbelege
1. ↑  W. Schingnitz: Die Tatsache Wissenschaft und ihre Geschichte. Zur Grundlegung einer systematischen und historischen Wissenschaftswissenschaft oder Scientologie. In: Archiv für Kulturgeschichte. Band XXI, Heft 3, Leipzig/ Berlin 1931.
Zitiert nach: Paul Hoyningen-Huene, Gertrude Hirsch: Wozu Wissenschaftsphilosophie? Positionen und Fragen zur gegenwärtigen Wissenschaftsphilosophie. Walter de Gruyter, Berlin 1988, S. 230f. (online auf GoogleBooks)
2. ↑  Matthias Kölbel: Wissensmanagement in der Wissenschaft. (Memento des Originals vom 15. Juli 2020 im Internet Archive)  Info: Der Archivlink wurde automatisch eingesetzt und noch nicht geprüft. Bitte prüfe Original- und Archivlink gemäß Anleitung und entferne dann diesen Hinweis. Gesellschaft für Wissenschaftsforschung e. V. c/o Inst. f. Bibliotheks- und Informationswissenschaft der Humboldt-Universität zu Berlin, Berlin 2002, elektronische Bereitstellung 2011.
3. ↑  Liste der Publikationen Fröhlichs, abgerufen am 6. Mai 2014.
4. ↑  Albert-László Barabási: The Science of Science. Cambridge 2021, ISBN 978-1-108-61083-4.
5. ↑  Lu Liu, Benjamin F. Jones, Brian Uzzi, Dashun Wang: Data, measurement and empirical methods in the science of science. In: Nature Human Behaviour. 1. Juni 2023, ISSN 2397-3374, doi:10.1038/s41562-023-01562-4 (nature.com [abgerufen am 12. Juni 2023]).
6. ↑  Studiengänge im Inland - wihoforschung. Abgerufen am 30. Januar 2023.
7. ↑  Science & Technology Studies. 28. März 2019, abgerufen am 11. Juni 2019.
8. ↑  Forschungsziele – Leibniz Forschungszentrum Wissenschaft und Gesellschaft. Abgerufen am 3. Juli 2020.